# Timarete dasylophius
Timarete dasylophius är en ringmaskart som först beskrevs av Marenzeller 1879.  Timarete dasylophius ingår i släktet Timarete och familjen Cirratulidae. Inga underarter finns listade i Catalogue of Life.